# 川越友佳
川越 友佳（かわごえ ゆか、1975年9月22日 - ）は、日本のフリーアナウンサー。愛媛県越智郡波方町（現・今治市）出身。

## 来歴
松山東雲高校英語科、明治学院大学文学部英文学科を卒業後、NHK松山放送局（3年在籍）、新潟テレビ21（3年弱在籍）を経て、2004年12月に愛媛朝日テレビに入社。2010年に愛媛朝日テレビを退社し、フリーランスに転向した。
愛媛朝日テレビとは退社後も関わりを持っており、同局夕方のローカルワイド『スーパーJチャンネルえひめ』に数多くの映像素材を提供していた。
その後は式典や結婚披露宴などでの司会業務に加え、2010年5月から官公庁・企業・大学などでの研修・講演、自身が開講した愛媛初のアナウンサースクールの運営など幅広く活動。2015年10月から新しいアナウンススクール「株式会社Ｋ－ｃｒｅａｔｉｏｎ」を立ち上げたが、2020年5月に閉鎖されている。

## 人物・エピソード
愛媛朝日テレビ時代のホームページを参照
- 四姉妹の次女である。
- 小学・高校時代は水泳部、陸上部、駅伝部に所属。小学生の時に地元の駅伝大会で優勝した。
- 中学時代はバスケットボール部に所属。副キャプテンをしていた。
- 大学1・2年生の時は神奈川県横浜市、3年・4年生は東京都の白金高輪のキャンパスに通った。大学時代はテニスサークルに所属。茶道部で3年間学んだ。
- 女優の水野美紀と同じ大学の学科のため、キャンパスで姿を見かけたという。

## 担当番組
特記のないデータは、すべて公式サイトにある本人プロフィールページからの参考。

### NHK松山放送局
- いよ路情報
- 日本列島ふるさと発（NHK BS1）
- Wednesday Sound Avenue （NHK-FM）
- ゆうやけジョッキー（NHK-FM）[2]

### 新潟テレビ21
- にいがた子どもの広場[6]
- スーパーJチャンネルにいがた
- NT21ニュース[6]

### 愛媛朝日テレビ
- eatニュースBOX
- eat情報局 大沢逸美ののんび〜りサタデー
- ココロンTVヒメロン編集部
- ON&OFF〜えひめリーダーの素顔〜
- アナろぐ！[1]

### フリー転向後
- スーパーJチャンネルえひめ（愛媛朝日テレビ）

## 講師活動
すべて公式サイトにある本人プロフィールページからの参考。
- 川越友佳アナウンサースクール 運営・講師（2010年 - ）
- フジカルチャースクール 講師（2010年 - ）
- 愛媛大学 非常勤講師（2011年 - ）
- 松山東雲女子大学・松山東雲短期大学 非常勤講師（2012年 - ）